# 米内沢タクシー
米内沢タクシー合資会社（よないざわタクシー）とは、秋田県北秋田市米内沢に本社を置くタクシー会社。

## 本社・営業所
- 本社 〒018-4301 北秋田市米内沢字薬師下153

- 前田営業所 〒018-4513 北秋田市小又字下川原81

## 事業内容
- 一般乗用旅客自動車運送事業
- 一般乗合旅客自動車事業

## 乗合タクシー
森吉山周遊タクシーを運行。

## 車両
- 小型タクシー